# Anja Fichtelová
Anja Fichtelová (* 17. srpna 1968 Tauberbischofsheim, Německo) je bývalá západoněmecká a německá sportovní šermířka, která se specializovala na šerm fleretem.
Západní Německo a později sjednocené Německo reprezentovala v osmdesátých a devadesátých letech. V devadesátých letech závodila i pod jmény Anja Mauritzová nebo Anja Koperová. Na olympijských hrách startovala v roce 1988, 1992 a 1996 v soutěži jednotlivkyň a družstev. V soutěži jednotlivkyň získala na olympijských hrách 1988 zlatou olympijskou medaili. V roce 1986 a 1990 získala v soutěži jednotlivkyň titul mistryně světa a v roce 1993 titul mistryně Evropy. Se západoněmeckým a německým družstvem fleretistek vybojovala na olympijských hrách zlatou (1988), stříbrnou (1992) a bronzovou (1996) olympijskou medaili a s družstvem fleretistek vybojovala celkem tři tituly mistryň světa (1985, 1989, 1993).